# Garveia gracilis
Garveia gracilis is een hydroïdpoliep uit de familie Bougainvilliidae. De poliep komt uit het geslacht Garveia. Garveia gracilis werd in 1876 voor het eerst wetenschappelijk beschreven door Clark. 